# Bahnhof Barreiro

Der Bahnhof Barreiro ist ein portugiesischer Bahnhof auf der südlichen Seite des Tejo in der Stadt Barreiro, gegenüber der portugiesischen Hauptstadt Lissabon. Er markierte den Beginn der Linha do Alentejo. Vom Lissabonner Fährterminal Terreiro do Paço ist er durch eine Fährfahrt von etwa 15 Minuten zu erreichen. Ab Barreiro verkehrt eine Nahverkehrslinie der CP Urbanos de Lisboa unter dem Namen Linha do Sado im Stundentakt nach Praias Sado über Setúbal und Pinhal Novo.
Seit 2008 ist der Bahnhof mit der anschließenden Strecke nach Pinhal Novo elektrifiziert. Der Kopfbahnhof hat drei Gleise mit 208 m, 170 m und 145 m Länge. Die Bahnsteige sind 102 m lang und 90 cm hoch.

## Geschichte

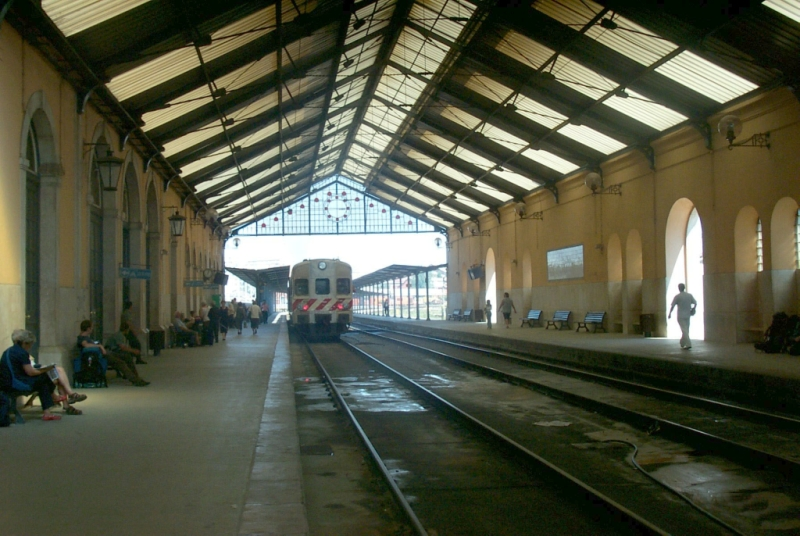
Bahnhofshalle mit ausfahrendem Zug vor der Elektrifizierung, Blick nach Norden

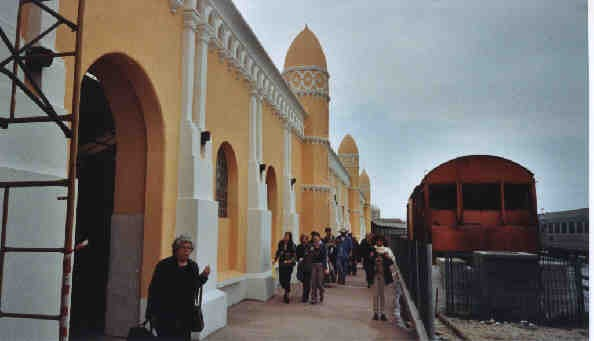
Ostseite des Bahnhofs von außen

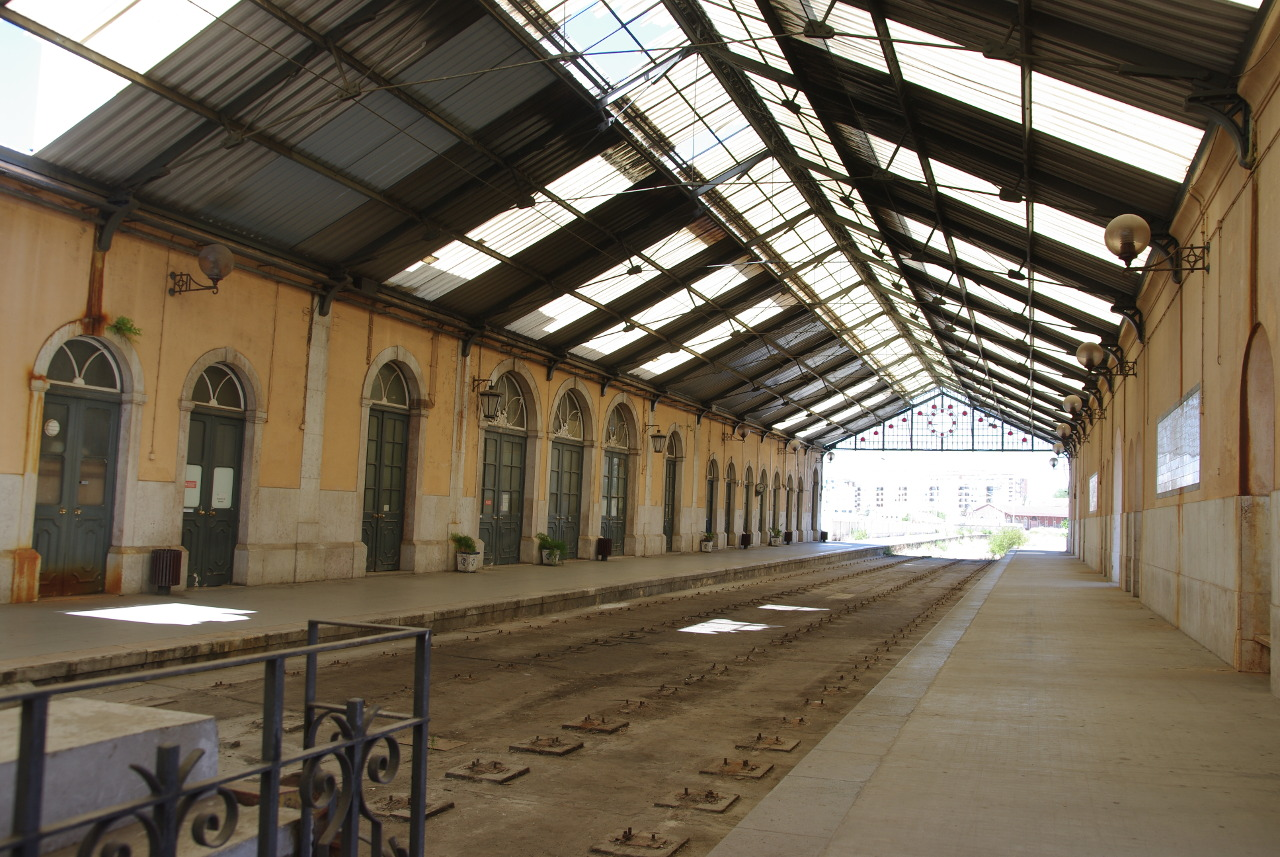
Halle ohne Gleise (2015)

Die natürliche Barriere des Tejo-Mündungstrichters verhinderte lange den Bau von Eisenbahnlinien vom Süden nach Lissabon. Deshalb starteten früher alle Fernzüge in den Süden Portugals (Algarve, Faro) am südlichen Ufer des Tejo im alten Bahnhof Barreiro. Dieser am 4. Oktober 1884 eröffnete Bahnhof hatte eine Bahnhofshalle mit zwei Gleisen und zwei weitere außerhalb der Halle gelegene Gleise.
Mit der Inbetriebnahme der Bahnstrecke über die Brücke des 25. April am 30. Juni 1999 verlor der Bahnhof sämtliche Fernzüge.
Mit der Eröffnung des 100 m weiter östlich gelegenen neuen Bahnhofs Barreiro am 14. Dezember 2008 wurde der alte Bahnhof stillgelegt. Sämtliche Gleise innerhalb und außerhalb der Halle sind abgebaut. Das Gebäude selbst ist weiterhin zugänglich. Jedoch wird die Bausubstanz des Empfangsgebäudes augenscheinlich nicht in Stand gehalten und ist dem Verfall preisgegeben.